# Genoveva Núñez Herrera
Genoveva Núñez Herrera (Ollantaytambo, 1939) es una maestra artesana y retablista peruana. Su obra se centra en la preservación y el desarrollo del retablo tradicional andino, combinando técnicas de imaginería con narrativas culturales. En 2020, recibió el Premio Nacional Amautas de la Artesanía Peruana, la mayor distinción que otorga el Estado peruano en este campo.

## Biografía

### Primeros años y formación
Desde su infancia, estuvo inmersa en un entorno comunitario marcado por tradiciones locales y creencias culturales, lo que influyó en su posterior obra artística. Antes de dedicarse a la artesanía, trabajó en diversas labores, incluyendo en una hacienda y como empleada doméstica en Lima. Su formación artística comenzó en 1982 al asistir a un taller en el  Centro de Capacitación Artesanal, donde aprendió técnicas textiles y luego el arte del retablo bajo la enseñanza del maestro ayacuchano Jesús Urbano Rojas, quien también se convirtió en su mentor y esposo.

### Carrera artística
Inició su actividad artesanal elaborando sombreros miniatura y pequeñas figuras. Con el tiempo, se especializó en la técnica de la imaginería, una rama de la escultura tradicional enfocada en representar figuras religiosas y populares. Su desarrollo artístico se dio en estrecha colaboración con Jesús Urbano, reconocido como Gran Maestro de la Artesanía Peruana. A lo largo de su trayectoria, no solo consolidó su rol como discípula destacada, sino que también definió un estilo propio, incorporando nuevas temáticas y enfoques visuales a la tradición retablística.
Núñez se especializó en la elaboración de retablos, un género artesanal tradicional peruano que combina imaginería y escenas narrativas. Durante casi cuarenta años, perfeccionó sus técnicas trabajando junto a Jesús Urbano. Entre las piezas representativas de su etapa conjunta destaca el Retablo de las sirenas encantadas. Tras el derrame cerebral de Urbano en 2001 y su fallecimiento en 2014, Núñez continuó desarrollando su labor artística de manera independiente.
Ha participado en numerosas exposiciones regionales y nacionales, y ha sido invitada a impartir talleres, cursos y seminarios dedicados al arte popular. En 2020, integró la exposición virtual Artesanías del Perú organizada por el Ministerio de Comercio Exterior y Turismo, que reunió a 36 artesanos de distintas regiones del país

## Características de su obra
La obra de Genoveva Núñez Herrera se distingue por la representación de escenas religiosas, costumbristas y tradicionales andinas, trabajadas con las técnicas del retablo e imaginería. Además, desarrolló una línea narrativa y pictórica en la que combinó ilustraciones con textos en español y quechua, basados en leyendas y memorias locales. Tras la pandemia de COVID-19, abordó proyectos vinculados a la tradición oral e histórica del mundo andino. Entre ellos destacan la representación del drama quechua Ollantay y escenas inspiradas en las crónicas coloniales, consolidando así su compromiso con la memoria cultural de su comunidad.

## Exposiciones
A lo largo de su carrera, Genoveva Núñez ha participado en diversas exposiciones individuales y colectivas, tanto en Perú como en el extranjero. Una de sus muestras más relevantes fue la exposición Genoveva Núñez Herrera, entre ñucchus y pantiwaytas: flores de retablo, realizada en 2025 en la Casa O’Higgins de Lima. Esta muestra rindió homenaje a su trayectoria y permitió al público apreciar su obra en diversas disciplinas, incluyendo retablos, máscaras, wawas, esculturas y obras pictóricas y narrativas Parte de su obra también fue difundida a través de una exposición virtuales en plataformas institucionales, lo que permitió ampliar su alcance a nivel nacional e internacional.

## Premios y reconocimientos
- XX Concurso Nacional de Nacimientos Navidad es Jesús, organizado por el Instituto Cultural, Teatral y Social (ICTYS) junto al Museo de Artes y Tradiciones Populares (MATP) y la Casa O’Higgins (2024)[12]
- Personalidad Meritoria de la Cultura, otorgado por el Ministerio de Cultura del Perú (2022)[13]
- Premio Nacional Amautas de la Artesanía Peruana, Ministerio de Comercio Exterior y Turismo (2020)
- Medalla Joaquín López Antay (2018), organizado por el Ministerio de Comercio Exterior y Turismo en conjunto con el Congreso de la República del Perú[14]

## Obras
- "Nacimiento Campesino" (2024) (retablo)
- "Don Jesús Urbano y Doña Genoveva, cuando conversaron por primera vez" (2018) (retablo)
- "La paloma del espíritu santo, crucificada" (2014) (retablo)
- "Retablo de las sirenas encantadas" (2013) (retablo)
- Genoveva Núñez Herrera. Arte y tradición oral quechua de Ollantaytambo, (2021). Publicación de relatos en español y quechua, ilustrados por la autora. Estudio y recopilación a cargo de Rosaura Andazábal Cayllahua[15]